# Paterdecolyus yanbarensis
Paterdecolyus yanbarensis är en insektsart som först beskrevs av Oshiro 1995.  Paterdecolyus yanbarensis ingår i släktet Paterdecolyus och familjen Anostostomatidae. Inga underarter finns listade i Catalogue of Life.